# Gila Bend (Arizona)
Gila Bend es un pueblo ubicado en el condado de Maricopa en el estado estadounidense de Arizona. En el Censo de 2010 tenía una población de 1922 habitantes y una densidad poblacional de 13,4 personas por km².

## Geografía
Gila Bend se encuentra ubicado en las coordenadas 32°56′55″N 112°42′20″O / 32.94861, -112.70556. Según la Oficina del Censo de los Estados Unidos, Gila Bend tiene una superficie total de 143.41 km², de la cual 143.41 km² corresponden a tierra firme y (0%) 0 km² es agua.

## Demografía
Según el censo de 2010, había 1.922 personas residiendo en Gila Bend. La densidad de población era de 13,4 hab./km². De los 1.922 habitantes, Gila Bend estaba compuesto por el 56.09% blancos, el 1.66% eran afroamericanos, el 6.3% eran amerindios, el 0.57% eran asiáticos, el 0% eran isleños del Pacífico, el 31.48% eran de otras razas y el 3.9% pertenecían a dos o más razas. Del total de la población el 65.4% eran hispanos o latinos de cualquier raza.